# Harvey Brooks
Harvey Brooks (New York, 4 luglio 1944) è un bassista jazz e folk statunitense.
Oltre ad aver collaborato all'incisione dell'album di Miles Davis Bitches Brew che fu una delle incisioni fondamentali dello stile fusion, Brooks è anche stato il primo bassista a godere di una certa notorietà nell'ambito del folk rock. È stato il bassista di Bob Dylan con il quale registò nel 1965 Highway 61 Revisited con lo pseudonimo di Harvey Goldstein, in quella registrazione conobbe Al Kooper e Mike Bloomfield con i quali registrerà SuperSession che vedrà Stephen Stills sostituire Bloomfield nella Side 2 e ha registrato in diverse tracce per l'album The Soft Parade dei Doors. 
Ha prodotto In My Own Time, secondo album di Karen Dalton.

## Discografia

### Solista
- 1967 - How to Play Electric Bass
- 2021 - Elegant Geezer

### Con gli Electric Flag
- 1968 - A Long Time Comin'
- 1968 - An American Music Band

### Collaborazioni
1965 Highway 61 Revisited - Bob Dylan (registrato come Harvey Goldstein)
- 1967 - Mixed Bag - Richie Havens
- 1968 - Dream a Little Dream of Me - Cass Elliot
- 1968 - It's So Hard to Tell Who's Going to Love You the Best - Karen Dalton
- 1969 - The Soft Parade - The Doors
- 1970 - Bitches Brew - Miles Davies
- 1970 - Morrison Hotel - The Doors
- 1971 - New Morning - Bob Dylan
- 1971 - Vintage Violence - John Cale
- 1971 - In my Own Town - Karen Dalton
- 1980 - Rock'n'Roll Resurrection - Mylon LeFevre
- 1982 - Vinyl Confessions - Kansas
- 1988 - A Brighter Day - Albert Washington
- 1995 - Swing Time Sisters - Paula Watson